# Dominio LIM
Los dominios LIM son dominios estructurales de proteínas compuestos de dos motivos de dedos de zinc contiguos, unidos por una región de unión hidrofóbica compuesta de dos aminoácidos. La denominación LIM proviene de las iniciales de las primeras proteínas en las que se hallaron este tipo de dominios: Lin11, Isl-1 y Mec-3. Las proteínas que contienen dominios LIM han demostrado jugar un importante papel en la organización del citoesqueleto, la organogénesis y la oncogénesis. Los dominios LIM interacciones proteína:proteína que son cruciales para el correcto funcionamiento de determinados procesos celulares.
Los diversos dominios LIM existentes presentan una alta divergencia en sus secuencias, aparte de ciertos residuos clave que se han mantenido conservados a lo largo de la evolución. Las secuencias divergentes permiten una gran flexibilidad en cuanto a los sitios de unión que pueden reconocer estos dominios. Los residuos conservados con aquellos implicados en el sitio de unión de zinc o en el núcleo hidrofóbico de la proteína. La secuencia consenso típica de los dominios LIM es la siguiente:
[C]-[X]2-4-[C]-[X]13-19-[W]-[H]-[X]2-4-[C]-[F]-[LVI]-[C]-[X]2-4-[C]-[X]13-20-C-[X]2-4-[C]

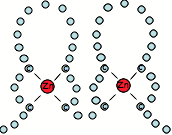
Organización de un dominio LIM.

Los dominios LIM suelen aparecer en las proteínas en número superior a uno, tal y como sucede con las proteínas TES y LMO4, y también pueden acoplarse a otros dominios con el fin de conferir la función de unir o marcar la proteína, como en el caso de las LIM-quinasas.